# Kreishh Gurbaxani
Kreishh Gurbaxani (marathi क्रीश गुरबक्षनी ur. 23 sierpnia 2002 w Mumbaju) – indyjski snookerzysta pochodzący z Mumbaju. Zdobył dwuletnią kartę World Snooker Tour, która obowiązuje od sezonu snookerowego 2024/25 .

## Kariera
Pochodzi z Mumbaju gdzie zaczął grać w snookera w młodym wieku i w 2018 roku, mając 15 lat, został mistrzem juniorów w snookerze w swoim rodzinnym stanie Maharasztra. W 2013 roku zaczął trenować pod okiem dwukrotnego mistrza Azji Yasina Merchanta w Khar Gymnasium, gdzie trenował również jego kolega, Ishpreet Singh Chadha. Obaj byli określani mianem „cudownych dzieci” Merchanta.
W 2022 roku zajmował pierwsze miejsce w rankingu graczy Maharasztry. W styczniu 2023 roku pokonał Kamala Chawlę, zawodnika numer 1 w rankingu Indii, podczas turnieju All India Snooker Open.
W 2023 roku przeprowadził się do Sheffield w Anglii i trenował w Ding Junhui Snooker Academy z byłym profesjonalnym graczem Himanshu Jainem i młodym snookerzystą z Hongkongu Shaun Liu.
W maju i czerwcu 2024 wziął udział w turnieju Q School Asia-Oceania, a podczas drugiego wydarzenia zdobył dwuletnią kartę do World Snooker Tour po zwycięstwach w ostatnich rundach nad Fung Kwok Wai i Muhammadem Naseemem.

### Sezon 2024/25
Swój profesjonalny debiut zaliczył w czerwcu 2024 roku w rozgrywkach Championship League w Leicester. We wrześniu 2024 odniósł swoje pierwsze zwycięstwo jako zawodowiec, pokonując Andrew Higginsona podczas turnieju Northern Ireland Open 2024. W grudniu dotarł do 1/8 finału Snooker Shoot Out 2024, pokonując Xu Si i Ashleya Carty'ego.

## Występy w turniejach w karierze
| Ranking                      |     | 91 |
| Turnieje rankingowe          |     |    |
| Championship League          | RR  | RR |
| Grand Prix Xi'an             | LQ  |    |
| Saudi Arabia Snooker Masters | 1R  |    |
| English Open                 | LQ  |    |
| British Open                 | LQ  | LQ |
| Wuhan Open                   | LQ  | LQ |
| Northern Ireland Open        | LQ  |    |
| International Championship   | LQ  |    |
| UK Championship              | LQ  |    |
| Shoot Out                    | 4R  |    |
| Scottish Open                | LQ  |    |
| German Masters               | LQ  |    |
| Welsh Open                   | LQ  |    |
| World Open                   | LQ  |    |
| World Grand Prix             | DNQ |    |
| Players Championship         | DNQ |    |
| Tour Championship            | DNQ |    |
| Mistrzostwa Świata           |     |    |

| Legenda tabeli wyników              | Legenda tabeli wyników       | Legenda tabeli wyników                     | Legenda tabeli wyników                                                              | Legenda tabeli wyników                     | Legenda tabeli wyników                     |
| ----------------------------------- | ---------------------------- | ------------------------------------------ | ----------------------------------------------------------------------------------- | ------------------------------------------ | ------------------------------------------ |
| LQ                                  | odpadnięcie w kwalifikacjach | #R                                         | odpadnięcie we wczesnej fazie turnieju (WR = runda dzikich kart, RR = faza grupowa) | QF                                         | przegrana w ćwierćfinale                   |
| SF                                  | przegrana w półfinale        | F                                          | przegrana w finale                                                                  | W                                          | zwycięstwo                                 |
| DNQ                                 | nie zakwalifikował/a się     | A                                          | nie brał/a udziału                                                                  | WD                                         | zrezygnował/a w trakcie turnieju           |
| Legenda oznaczeń w tabelach wyników |                              |                                            |                                                                                     |                                            |                                            |
| NH / Nie roz.                       | NH / Nie roz.                | Turniej nie odbył się.                     | Turniej nie odbył się.                                                              | Turniej nie odbył się.                     | Turniej nie odbył się.                     |
| NR / Nie-rank.                      | NR / Nie-rank.               | Turniej nie był zaliczany jako rankingowy. | Turniej nie był zaliczany jako rankingowy.                                          | Turniej nie był zaliczany jako rankingowy. | Turniej nie był zaliczany jako rankingowy. |
| R / Rank.                           | R / Rank.                    | Turniej był zaliczany jako rankingowy.     | Turniej był zaliczany jako rankingowy.                                              | Turniej był zaliczany jako rankingowy.     | Turniej był zaliczany jako rankingowy.     |
| MR / Minor-Rank.                    | MR / Minor-Rank.             | Turniej był zaliczany jako minor ranking.  | Turniej był zaliczany jako minor ranking.                                           | Turniej był zaliczany jako minor ranking.  | Turniej był zaliczany jako minor ranking.  |

## Finały w karierze

### Finały amatorskie: 1 (1-0)
| Rezultat  |    | Rok  | Turniej                     | Przeciwnik      | Wynik |
| --------- | -- | ---- | --------------------------- | --------------- | ----- |
| Zwycięzca | 1. | 2020 | Mistrzostwa Indii do lat 17 | Digvijay Kadian | 4–1   |